# Марньо
Марньо (італ. Margno) — муніципалітет в Італії, у регіоні Ломбардія,  провінція Лекко.
Марньо розташоване на відстані близько 530 км на північний захід від Рима, 65 км на північ від Мілана, 21 км на північ від Лекко.
Населення — 378 осіб (2014).

## Демографія
Населення за роками:

Станом на 1 січня 2023 року в муніципалітеті офіційно проживало 28 іноземців з 5 країн, серед них 8 громадян країн Євросоюзу.

## Сусідні муніципалітети
- Казарго
- Крандола-Вальсассіна
- Тачено